# Havells
Havells India Limited er en indisk multinational elektronikvirksomhed med hovedkvarter i Noida. Den blev etableret af Haveli Ram Gandhi i 1958, som senere solgte til Qimat Rai Gupta. Havells producerer hvidevarer belysning, ventilatorer, datanetværk, kabler, elmotorer, osv. De ejer mærker som: Havells, Lloyd, Crabtree, Standard Electric, Reo og Promptec.